# Dieter J. Weiß

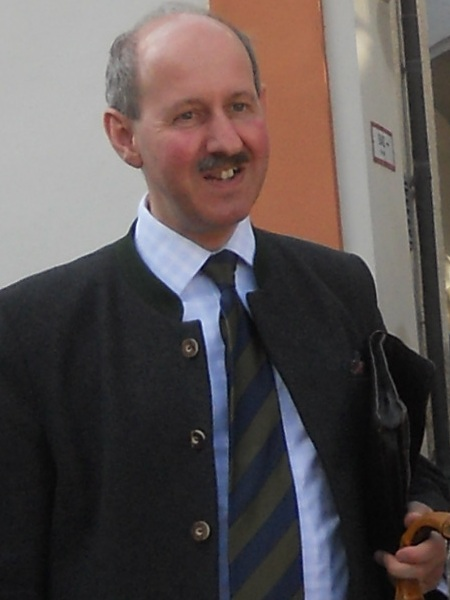
Dieter J. Weiß 2012

Dieter Joachim Weiß (* 23. Juli 1959 in Nürnberg) ist ein deutscher Historiker.
Dieter Weiß studierte Geschichte, Germanistik und Lateinische Philologie des Mittelalters an der Friedrich-Alexander-Universität Erlangen-Nürnberg, der Universität Wien und der Ludwig-Maximilians-Universität München. 1985 schloss er mit dem Staatsexamen ab und wurde 1990 in Erlangen mit einer Arbeit über die Deutschordens-Ballei Franken im Mittelalter promoviert. Anschließend war er für das Max-Planck-Institut für Geschichte tätig und habilitierte sich 1995 an der Universität Erlangen-Nürnberg mit einer Arbeit über das Hochstift Bamberg in der Neuzeit. Von 1990 bis 2000 war er wissenschaftlicher Assistent und Oberassistent am Lehrstuhl Bayerische und Fränkische Landesgeschichte an der Friedrich-Alexander-Universität Erlangen-Nürnberg. Nach einer Vertretungsprofessur für Neuere und Neueste Geschichte an der Julius-Maximilians-Universität Würzburg von 1998 bis 2000 erhielt er 2001 einen Ruf auf die Professur für Bayerische und Fränkische Landesgeschichte an der Universität Bayreuth. Seit Oktober 2011 ist er Inhaber des Lehrstuhls für Bayerische Geschichte und Vergleichende Landesgeschichte mit besonderer Berücksichtigung des Mittelalters sowie Mitglied des Instituts für Bayerische Geschichte an der Universität München.
Weiß ist Mitglied zahlreicher wissenschaftlicher Gesellschaften, unter anderem seit 2006 der Kommission für bayerische Landesgeschichte bei der Bayerischen Akademie der Wissenschaften. Er ist seit 1990 Mitglied der Gesellschaft für fränkische Geschichte und seit 2006 deren stellvertretender Wissenschaftlicher Leiter. Er ist Mitglied der Vereinigung für Verfassungsgeschichte. Von 2008 bis 2011 war er Präsident der Prinz-Albert-Gesellschaft. Er ist Mitglied der K.D.St.V. Vindelicia München und der K.D.St.V. Frankonia-Czernowitz Erlangen, beide im CV. Weiß ist römisch-katholisch und steht der Priesterbruderschaft St. Petrus nahe, sprach aber auch als Referent auf der von Heinz-Lothar Barth und seiner Frau Raphaela begründeten Schönenberger Sommerakademie, die der Priesterbruderschaft St. Pius X. nahesteht.
2011 wurde ihm das Bundesverdienstkreuz am Bande des Verdienstordens der Bundesrepublik Deutschland verliehen.

## Schriften (Auswahl)
- Die Geschichte der Deutschordensballei Franken im Mittelalter. Degener, Neustadt a.d. Aisch 1991, ISBN 3-7686-9111-X.
- zusammen mit Adolf Dinglreiter: Gott mit dir du Land der Bayern. MZ Buchverlag, Regensburg 2001, ISBN 978-3-927529-49-6.
- Barock in Franken. J.H. Röll Verlag, Dettelbach 2004, ISBN 3-89754-102-5.
- Katholische Reform und Gegenreformation. Wissenschaftliche Buchgesellschaft, Darmstadt 2005, ISBN 978-3-534-15121-9.
- Kronprinz Rupprecht von Bayern (1869–1955). Eine politische Biografie. Pustet, Regensburg 2007, ISBN 978-3-7917-2047-0.
- (Bearb.) Die Bamberger Bischöfe von 1693 bis 1802 (= Germania Sacra. Dritte Folge, Band 12). De Gruyter, Berlin 2016, ISBN 978-3-11-043859-8.